# سیستم انتقال برق هایدرو-کبک

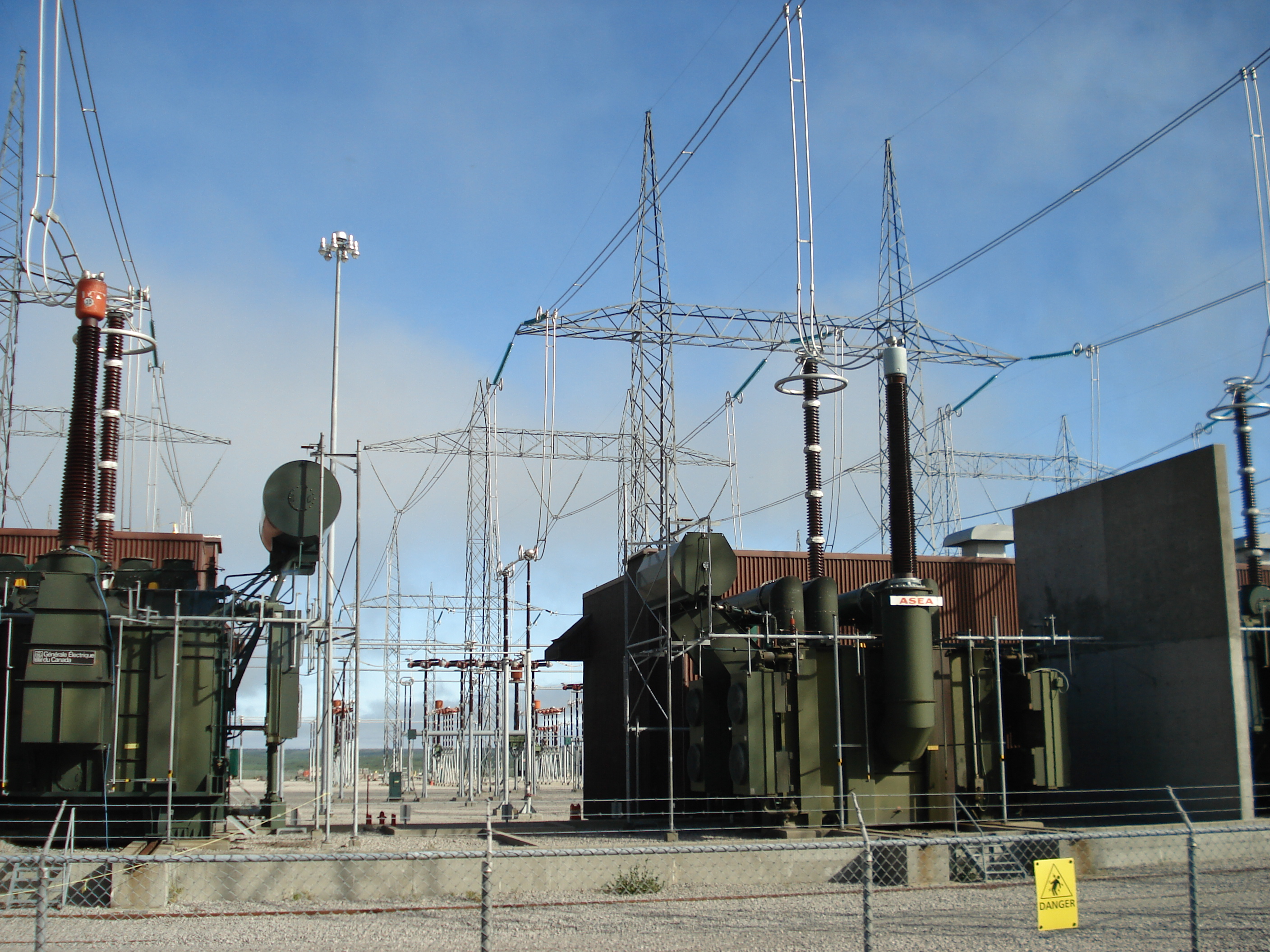
ترانسفورماتورها در ایستگاه تولید رابرت-بوراسا (LG-2) در شمال کبک.

سیستم انتقال برق کبک-آبی (انگلیسی: Hydro-Québec's electricity transmission system) سیستم جهانی انتقال توان که در استان کبک کانادا واقع شده‌است. این سیستم از ولتاژ خیلی بالا، ۷۳۰ کیلوولت جریان متناوب برخوردار است که برق آن از طریق خطوط نیرو به ساکنان مونترآل و کبک می‌رسد که در نزدیکی نیروگاه برق آبی چون سد دنیل جوهانسون و پروژه جیمز بای در شمالی‌ترین نقطه کبک و نیروگاه تولید برق چرچیل در لابرادور (که جزء سیستم انتقال کبک-آبی نیست) واقع گردیده‌است.
سیستم بیش از ۳۴٬۲۸۷ کیلومتر طول دارد که ۵۳۰ پست برق را دربر گرفته‌است. آن با ترنس‌انرژی کبک-آبی اداره می‌شود که شاخه‌ای از شرکت دولتی کبک-آبی است.